# Quick, Draw!

Швидко, малюй! – це онлайн-гра, розроблена Google, у якій гравцям пропонується намалювати зображення об’єкта чи ідеї, а потім за допомогою штучного інтелекту нейронної мережі вгадати, що представляють малюнки.    ШІ вчиться на кожному малюнку, покращуючи свою здатність правильно вгадувати в майбутньому.  Гра схожа на Pictionary тим, що гравець має лише обмежений час для малювання (20 секунд).  Поняття, які він вгадує, можуть бути простими, як-от «нога», або складнішими, як-от «міграція тварин». 
У грі Quick, Draw!, є шість раундів. Під час кожного раунду гравцеві дається 20 секунд, щоб намалювати випадкову підказку, вибрану з бази даних гри, у той час як штучний інтелект намагається вгадати малюнок, подібно до гри Pictionary. Раунд закінчується або тоді, коли штучний інтелект успішно вгадає малюнок, або у гравця закінчується час. 
Наприкінці Quick, Draw! У грі гравець отримує свої малюнки та результати для кожного раунду. Вони також можуть переглядати порівняння штучного інтелекту їхньої роботи з малюнками, наданими іншими гравцями, перш ніж вийти або відтворити.